# ملعب برمودا الوطني
ملعب بيرمودا الوطني هو ملعب متعدد الاستخدام يقع في هاميلتون عاصمة جزر برمودا . غالبا ما يتم استخدامه لمباريات كرة القدم . يسع الملعب لجلوس 8,500 متفرج . يعتبر الملعب الرسمي الذي يخوض فيه منتخب جزر برمودا مبارياته الدولية .